# Chräen Openair
Das Chräen Openair ist eine jährlich im Frühjahr stattfindende Musikveranstaltung auf dem Gemeindefestplatz Chräen in der Gemeinde Neftenbach in der Schweiz.
Der Verein Chräen Openair Committee Neftenbach, der das Festival ausrichtet, besteht in der Rechtsform eines Vereins und ist nicht gewinnorientiert. Der Verein amtet mit seinen Vorstands-Mitgliedern, welche das Kernteam des Festival Organisationskomitees bilden.

## Geschichte
1985 konstituierte sich ein Verein, das „Chräen Open Air Committee“, mit dem Ziel, eine Bühne für den musikalischen Nachwuchs zu organisieren.
Die musikalische Mischung von lokalen Jungtalenten bis zu nationalen Grössen hat zum Erfolg des noch heute bestehenden Festivals beigetragen. Teilnehmer waren u. a. Züri West, Martin Schenkel, den Busters, William White, Marc Sway, Russkaja oder auch Steff la Cheffe. Ihr musikalisches Debüt hatten hier Phenomden, Admiral James T. oder Spencer.